# Žofie Dorotea Hannoverská
Žofie Dorotea Hannoverská (16. března 1687, Hannover – 28. června 1757, Berlín, Prusko) byla rodem britská princezna a sňatkem pruská královna.

## Biografie

### Původ a mládí
Žofie Dorotea se narodila 16. března 1687 jako mladší ze dvou dětí z nešťastného manželství svých rodičů, budoucího britského krále Jiřího Ludvíka Brunšvicko-Lüneburského a Žofie Dorotey z Celle. Po jejich rozvodu v roce 1694 byli Žofie a její starší bratr Jiří August (budoucí britský král Jiří II.) odtrženi od své matky, se kterou se již nikdy nesetkali. Děti vyrůstaly v péči jejich babičky z otcovy strany, hannoverské kurfiřtky Žofie Hannoverské. Když bylo Žofii Dorotee třináct let, přibyl na hannoverský dvůr i další vnuk Žofiin, pruský kurprinc Fridrich Vilém. Přes jeho divokou povahu spolu všichni dobře vycházeli, jakkoli Fridrich Vilém často byl ztlučen; své sestřenici projevoval náklonnost, i když on jí byl lhostejný.

## Manželství a potomci

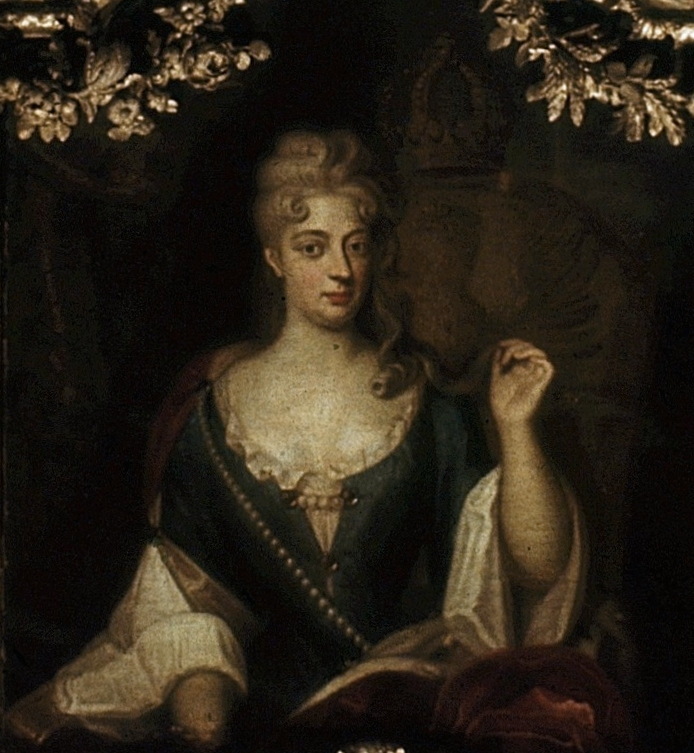
Pruská královna Žofie Dorotea Hannoverská

28. listopadu roku 1706 se Žofie za tohoto svého bratrance, pruského kurprince a následníka pruského trůnu Fridricha Viléma provdala; sňatek byl dohodnut především s přispěním babičky obou snoubenců, Žofie Hannoverské. Fridrich Vilém po smrti svého otce, vévody Fridricha (25. února roku 1713), usedl na pruský trůn jako král Fridrich Vilém I.
V manželství spolu žili dva zcela rozdílní lidé: intelektuální Žofie Dorotea, milující hudbu, zajímající se o umění, literaturu a módu, a spartánsky založený princ, jehož největší vášní byla armáda a správa země, která se pod jeho panováním stala vysoce prosperujícím státem. Na politické záležitosti Žofie Dorotea vliv neměla. Manželství královského páru bylo velmi disharmonické, plné střetů především pro rozdílný přístup k dětem; přes tyto rozdíly pečovala Žofie Dorotea oddaně o manžela v jeho nemocech.

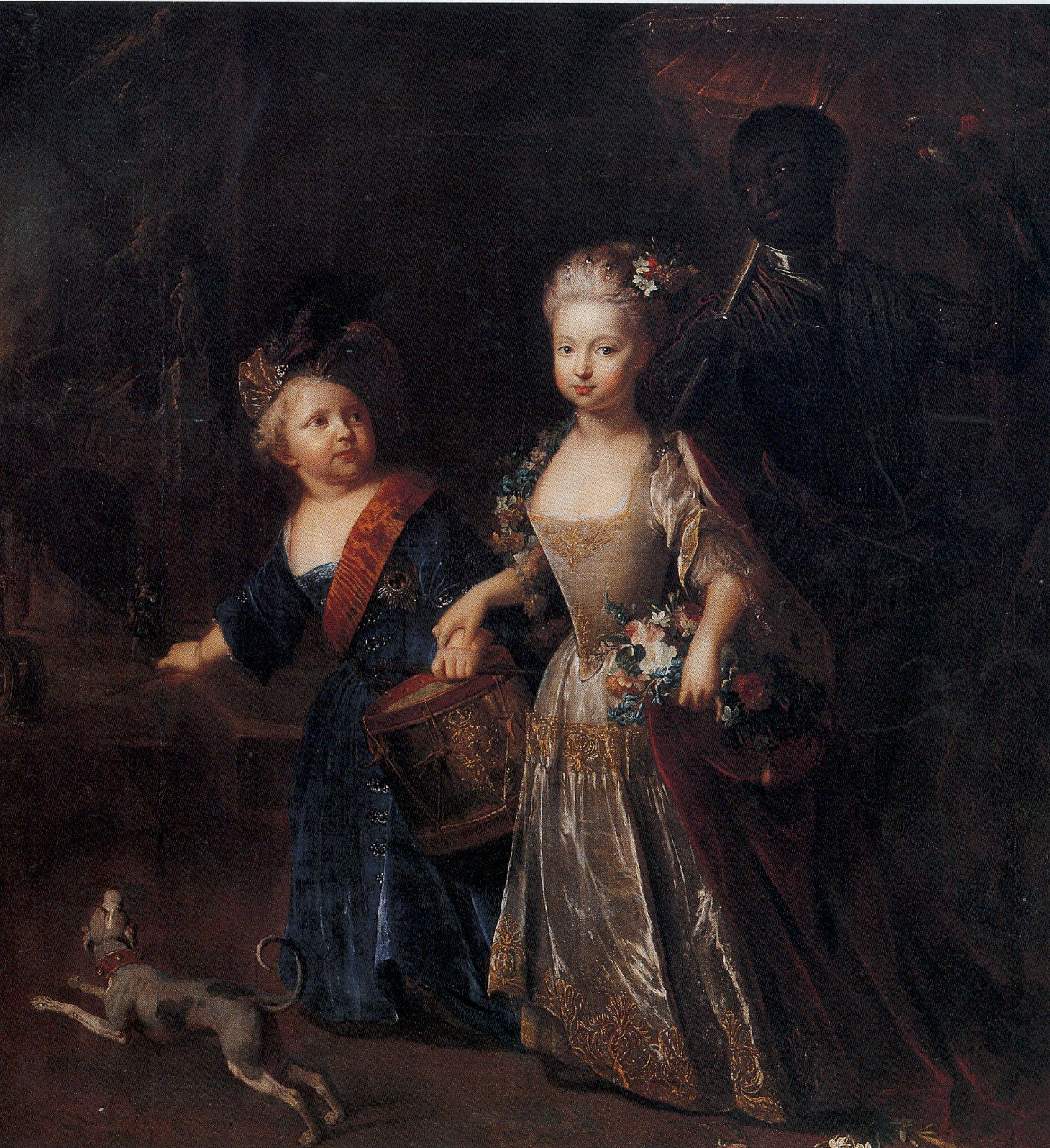
Dvě nejstarší děti Žofie Dorotey – Vilemína a Fridrich Vilém na portrétu od Antoina Pesne

Z manželství vzešlo čtrnáct potomků, sedm synů a sedm dcer, čtyři z nich však zemřeli v útlém věku:
- Fridrich Ludvík (23. listopadu 1707 – 13. května 1708)
- Vilemína (3. července 1709 – 14. října 1758), ⚭ 1731 markrabě Fridrich III. Braniborsko-Bayreuthský (10. května 1711 – 26. února 1763)
- Fridrich Vilém (16. srpna 1710 – 21. července 1711)
- Fridrich Vilém (24. ledna 1712 – 17. srpna 1786), braniborský kurfiřt, neuchâtelský kníže a pruský král od roku 1740 až do své smrti, ⚭ 1733 Alžběta Kristina Brunšvicko-Bevernská (8. listopadu 1715 – 13. ledna 1797)
- Šarlota (5. května 1713 – 10. června 1714)
- Bedřiška Luisa (28. září 1714 – 4. února 1784), ⚭ 1729 markrabě Karel Vilém Fridrich Braniborsko-Ansbašský (12. května 1712 – 3. srpna 1757)
- Filipína Šarlota (13. března 1716 – 17. února 1801), ⚭ 1733 Karel I. Brunšvicko-Wolfenbüttelský (1. srpna 1713 – 26. března 1780), brunšvicko-wolfenbüttelský kníže
- Karel (2. května 1717 – 31. srpna 1719)
- Žofie Dorota (25. ledna 1719 – 13. listopadu 1765), ⚭ 1734 Fridrich Vilém Braniborsko-Schwedtský (17. listopadu 1700 – 4. března 1771), pruský princ a markrabě Braniborský
- Luisa Ulrika (24. července 1720 – 2. července 1782), ⚭ 1744 Adolf I. Fridrich (14. května 1710 – 12. února 1771), král švédský od roku 1751 až do své smrti
- August Vilém (9. srpna 1722 – 12. června 1758), ⚭ 1742 Luisa Amálie Brunšvicko-Wolfenbüttelská (29. ledna 1722 – 13. ledna 1780)
- Anna Amálie (9. listopadu 1723 – 30. března 1787), abatyše z Quedlinburgu
- Jindřich (18. ledna 1726 – 3. srpna 1802), ⚭ 1752 Vilemína Hesensko-Kasselská (25. února 1726 – 8. října 1808)
- August Ferdinand (23. května 1730 – 2. května 1813), ⚭ 1755 Anna Alžběta Luisa Braniborsko-Schwedtská (22. dubna 1738 – 10. února 1820)

Od roku 1712 žila Žofie Dorotea na zámku Monbijou. Zde se často setkávala se svým synem Fridrichem, jenž ji velmi miloval a ctil a na něhož měla velký vliv; mohl využívat zdejší knihovnu a zabývat se věcmi, které byly jeho otci proti mysli. Žofie Dorotea velmi trpěla tyranským přístupem manžela k synovi, který se jí po povahové stránce velmi podobal; dramatický vztah otce a syna vyústil ve Fridrichův útěk. Žofie Dorota o plánovaném útěku korunního prince věděla a dostávala od něj dopisy, když byl po nezdařené akci uvězněn v pevnosti Küstrin.
Silný vztah Fridricha k matce se projevil i po jeho nástupu na trůn v roce 1740, kdy Žofie Dorotea nebyla zvána královnou-vdovou, ale dostala titul královna matka a byla nadále první dámou na pruském dvoře před Fridrichovou manželkou Alžbětou Kristinou.

### Smrt, odkaz
Žofie Dorotea zemřela 28. června 1757 na svém zámku Monbijou. Pochována byla v hohenzollernské hrobce berlínské katedrály.

## Vývod z předků
|                           |                                     |  |                             |                                  |  |  |  |  |  |  |  | Vilém Brunšvicko-Lüneburský |
|                           |                                     |  |                             |                                  |  |  |  |  |  |  |  |                             |
|                           | Jiří Brunšvicko-Lüneburský          |  |                             |                                  |  |  |  |  |  |  |  |                             |
|                           |                                     |  |                             |                                  |  |  |  |  |  |  |  |                             |
|                           |                                     |  |                             | Dorothea Dánská                  |  |  |  |  |  |  |  |                             |
|                           |                                     |  |                             |                                  |  |  |  |  |  |  |  |                             |
|                           | Arnošt August Brunšvicko-Lüneburský |  |                             |                                  |  |  |  |  |  |  |  |                             |
|                           |                                     |  |                             |                                  |  |  |  |  |  |  |  |                             |
|                           |                                     |  |                             | Ludvík V. Hesensko-Darmstadtský  |  |  |  |  |  |  |  |                             |
|                           |                                     |  |                             |                                  |  |  |  |  |  |  |  |                             |
|                           | Anna Eleonora Hesensko-Darmstadtská |  |                             |                                  |  |  |  |  |  |  |  |                             |
|                           |                                     |  |                             |                                  |  |  |  |  |  |  |  |                             |
|                           |                                     |  |                             | Magdalena Braniborská            |  |  |  |  |  |  |  |                             |
|                           |                                     |  |                             |                                  |  |  |  |  |  |  |  |                             |
|                           | Jiří I.                             |  |                             |                                  |  |  |  |  |  |  |  |                             |
|                           |                                     |  |                             |                                  |  |  |  |  |  |  |  |                             |
|                           |                                     |  |                             | Fridrich IV. Falcký              |  |  |  |  |  |  |  |                             |
|                           |                                     |  |                             |                                  |  |  |  |  |  |  |  |                             |
|                           | Fridrich Falcký                     |  |                             |                                  |  |  |  |  |  |  |  |                             |
|                           |                                     |  |                             |                                  |  |  |  |  |  |  |  |                             |
|                           |                                     |  |                             | Luisa Juliana Oranžská           |  |  |  |  |  |  |  |                             |
|                           |                                     |  |                             |                                  |  |  |  |  |  |  |  |                             |
|                           | Žofie Hannoverská                   |  |                             |                                  |  |  |  |  |  |  |  |                             |
|                           |                                     |  |                             |                                  |  |  |  |  |  |  |  |                             |
|                           |                                     |  |                             | Jakub I. Stuart                  |  |  |  |  |  |  |  |                             |
|                           |                                     |  |                             |                                  |  |  |  |  |  |  |  |                             |
|                           | Alžběta Stuartovna                  |  |                             |                                  |  |  |  |  |  |  |  |                             |
|                           |                                     |  |                             |                                  |  |  |  |  |  |  |  |                             |
|                           |                                     |  |                             | Anna Dánská                      |  |  |  |  |  |  |  |                             |
|                           |                                     |  |                             |                                  |  |  |  |  |  |  |  |                             |
| Žofie Dorotea Hannoverská |                                     |  |                             |                                  |  |  |  |  |  |  |  |                             |
|                           |                                     |  |                             |                                  |  |  |  |  |  |  |  |                             |
|                           |                                     |  | Vilém Brunšvicko-Lüneburský |                                  |  |  |  |  |  |  |  |                             |
|                           |                                     |  |                             |                                  |  |  |  |  |  |  |  |                             |
|                           | Jiří Brunšvicko-Lüneburský          |  |                             |                                  |  |  |  |  |  |  |  |                             |
|                           |                                     |  |                             |                                  |  |  |  |  |  |  |  |                             |
|                           |                                     |  |                             | Dorotea Dánská                   |  |  |  |  |  |  |  |                             |
|                           |                                     |  |                             |                                  |  |  |  |  |  |  |  |                             |
|                           | Jiří Vilém Brunšvicko-Lüneburský    |  |                             |                                  |  |  |  |  |  |  |  |                             |
|                           |                                     |  |                             |                                  |  |  |  |  |  |  |  |                             |
|                           |                                     |  |                             | Ludvík V. Hesensko-Darmstadtský  |  |  |  |  |  |  |  |                             |
|                           |                                     |  |                             |                                  |  |  |  |  |  |  |  |                             |
|                           | Anna Eleonora Hesensko-Darmstadtská |  |                             |                                  |  |  |  |  |  |  |  |                             |
|                           |                                     |  |                             |                                  |  |  |  |  |  |  |  |                             |
|                           |                                     |  |                             | Magdalena Braniborská            |  |  |  |  |  |  |  |                             |
|                           |                                     |  |                             |                                  |  |  |  |  |  |  |  |                             |
|                           | Žofie Dorotea z Celle               |  |                             |                                  |  |  |  |  |  |  |  |                             |
|                           |                                     |  |                             |                                  |  |  |  |  |  |  |  |                             |
|                           |                                     |  |                             | Alexandr Desmier                 |  |  |  |  |  |  |  |                             |
|                           |                                     |  |                             |                                  |  |  |  |  |  |  |  |                             |
|                           | Alexandr II. Desmier d'Olbreuse     |  |                             |                                  |  |  |  |  |  |  |  |                             |
|                           |                                     |  |                             |                                  |  |  |  |  |  |  |  |                             |
|                           |                                     |  |                             | Marie Baudoin du Peux            |  |  |  |  |  |  |  |                             |
|                           |                                     |  |                             |                                  |  |  |  |  |  |  |  |                             |
|                           | Éléonore Desmier d'Olbreuse         |  |                             |                                  |  |  |  |  |  |  |  |                             |
|                           |                                     |  |                             |                                  |  |  |  |  |  |  |  |                             |
|                           |                                     |  |                             | Joachim Poussard                 |  |  |  |  |  |  |  |                             |
|                           |                                     |  |                             |                                  |  |  |  |  |  |  |  |                             |
|                           | Jacquette Poussard de Vandré        |  |                             |                                  |  |  |  |  |  |  |  |                             |
|                           |                                     |  |                             |                                  |  |  |  |  |  |  |  |                             |
|                           |                                     |  |                             | Suzanne Gaillard de Saint-Dizant |  |  |  |  |  |  |  |                             |
|                           |                                     |  |                             |                                  |  |  |  |  |  |  |  |                             |